# Mesochorus kentuckiensis
Mesochorus kentuckiensis är en stekelart som beskrevs av Dasch 1971. Mesochorus kentuckiensis ingår i släktet Mesochorus och familjen brokparasitsteklar. Inga underarter finns listade i Catalogue of Life.